# Cambridge University Ice Hockey Club
Il Cambridge University Ice Hockey Club è una delle più antiche squadre di hockey su ghiaccio del mondo.
La società rivendica come data di fondazione il 1885, ma la prima chiara evidenza della sua esistenza risale al 16 marzo 1900, quando giocarono contro l'Oxford University Ice Hockey Club nel primo Ice Hockey Varsity Match, al Princes Skating Club di Londra, perdendo 7-6. La squadra di Cambridge era guidata da J. J. Cawthra, che più tardi giocò per la nazionale inglese.  Il giorno seguente le due squadre si unirono nel Princes Ice Hockey Club.
Cambridge giocò un secondo ‘'varsity match'’ al Princes nel 1901, vincendo 6-5.  Nel 1903 fecero parte del primo campionato giocato in Europa, ma giunsero ultimi su cinque..
Per aumentare la popolarità di questo sport, la squadra intraprese tour sportive in Europa e nel 1909 - 13 e dal 1920 si disputarono varsity match con cadenza annuale.  Dal 1932, con valori in campo ormai non più comparabili con quelli dei migliori professionisti, continuò comunque a richiamare 10.000 spettatori ogni anno.
Nel 1931 la squadra aderì alla English League, ma al suo fallimento nel 1936, Cambridge non seguì le altre squadre, che erano confluite nella English National League, aderendo invece alla più facile London and Provincial League nel 1938.  Nel 1948 giocarono una stagione nella Southern Intermediate League, e negli anni '70 due campionati nella  Southern League.  Quindi aderirono alla  Inter-City League  per poi competere nella stagione inaugurale della  British Hockey League.  Da allora giocano l'annuale varsity match e nella Division One della British Universities Ice Hockey Association.